# Chautemsia calcicola
Chautemsia calcicola är en tvåhjärtbladig växtart som beskrevs av A.O. Araujo och V.C. Souza. Chautemsia calcicola ingår i släktet Chautemsia och familjen Gesneriaceae. Inga underarter finns listade i Catalogue of Life.